# 振鼎雞
上海振鼎鸡实业发展有限公司是中華人民共和國上海市一家白斬雞食品連鎖企業，該企業提供白斬雞、鸡汤面、鸡粥、雞血汤等以雞類食品為主的飲食。該公司成立於1996年。前身是1990年開設的一家三黃雞店。

## 外部連結
- 官方网站